# Cilene (satélite)
Cyllène o Cilene (Κυλλήνη griego), o Júpiter XLVIII, es un satélite retrógrado irregular de Júpiter. Fue descubierto por un equipo de astrónomos de la Universidad de Hawái dirigidos por Scott S. Sheppard, en el año 2003, y recibió la designación provisional de S/2003 J 13.
Cilene tiene unos 2 kilómetros de diámetro, y orbita a Júpiter a una distancia media de 23,396 millones de km. en 731,099 días, a una inclinación de 140° con respecto a la eclíptica (140° al ecuador de Júpiter), en una dirección retrógrada y con una excentricidad de 0,4116.
Fue nombrado en octubre de 2005 como Cilene, asociada a la montaña griega Killini e hija de Zeus (Júpiter).
Pertenece al grupo de Pasífae, compuesto de los satélites irregulares retrógradas de Júpiter con órbitas entre los 23 y 24 millones de km. y con una inclinación de alrededor de 155°.